# Resto del mundo
Resto del mundo (estilizado como RDM) es un programa de televisión argentino, emitido por Canal 13 desde el 28 de marzo de 2004, que proporciona análisis turísticos de lugares del mundo. Producido por los hermanos Pablo y Hernán Valenzuela, y conducido por Federico Bal, RDM lleva 22 temporadas y más de 750 episodios, en los que ha visitado 101 países y 679 ciudades.

## Historia
El programa recorre distintos lugares del mundo, mostrando paisajes y escenarios históricos. A lo largo de sus 22 años, ha contado con varios conductores como Sergio Goycochea, Iván de Pineda, Liz Solari, Emilia Attias y actualmente Federico Bal. Su primera emisión se llevó a cabo el 28 de marzo de 2004.

## Conductores
- Sergio Goycochea (2004-2007)
- Iván de Pineda (2008-2017)
- Liz Solari (2018)
- Emilia Attias (2019-2021)
- Federico Bal (2022-presente)
- Carmen Barbieri (2022, reemplazo)

## Premios
| Año  | Premio                | Categoría                                | Nominados       | Resultado |
| ---- | --------------------- | ---------------------------------------- | --------------- | --------- |
| 2016 | Premios Martín Fierro | Mejor Programa Cultural/Educativo        | Producción      | Ganador   |
| 2017 | Premios Martín Fierro | Labor en conducción masculina            | Iván de Pineda  | Nominado  |
| 2019 | Premios Fund TV       | Mención de honor (15 años)               | Producción      | Ganador   |
| 2020 | Premios Fund TV       | Interés general – Productoras o emisoras | Producción      | Nominado  |
| 2022 | Premios Martín Fierro | Viajes y turismo                         | Resto del mundo | Nominado  |